# Piramida lui Khafra
Piramida lui Khafra (scris și Kefren sau Khafre) este localizată pe Platoul Gizeh - orașul Gizeh, necropola anticului Memphis, actualmente parte a capitalei Cairo.

## Așezare
Piramida lui Kefren este construită la o distanță de 160 de metri sud-vest de Piramida lui Keops.

## Dimensiuni
Piramida are o lungime de 215,5 m la bază și se ridică la o înălțime de 136,4 metri. Piramida este construită din blocuri de calcar (cu o greutate de peste 2 tone fiecare). Panta piramidei este de 53°10'.

## Interior
Două intrări conduc la camera mortuară, una care se deschide la 11,54 m până în fața piramidei și una care se deschide la baza piramidei. Aceste pasaje nu se aliniază cu linia centrală a piramidei, dar sunt compensate la est de 12 m (39 ft).
Camera mortuară a fost sculptată din calcar. Acoperișul este construit din grinzi tot de calcar. Camera este dreptunghiulară, 14,15 m pe 5 m și este orientată est-vest. Sarcofagul lui Kephren a fost sculptat dintr-un bloc solid de granit și s-a scufundat parțial în podea.

## Exterior
Piramida a fost înconjurată de o terasa de 10 m, lățimea fiind pavată cu dale de calcar neregulate, în spatele unui zid. Piramida are baza pătrată. Vârful piramidei (la fel ca la celelalte două) era acoperit cu aur, iar pereții (exteriori) erau albi.

## Galerie de imagini

Amplasarea piramidei lui Khafra în complexul de la Gizeh
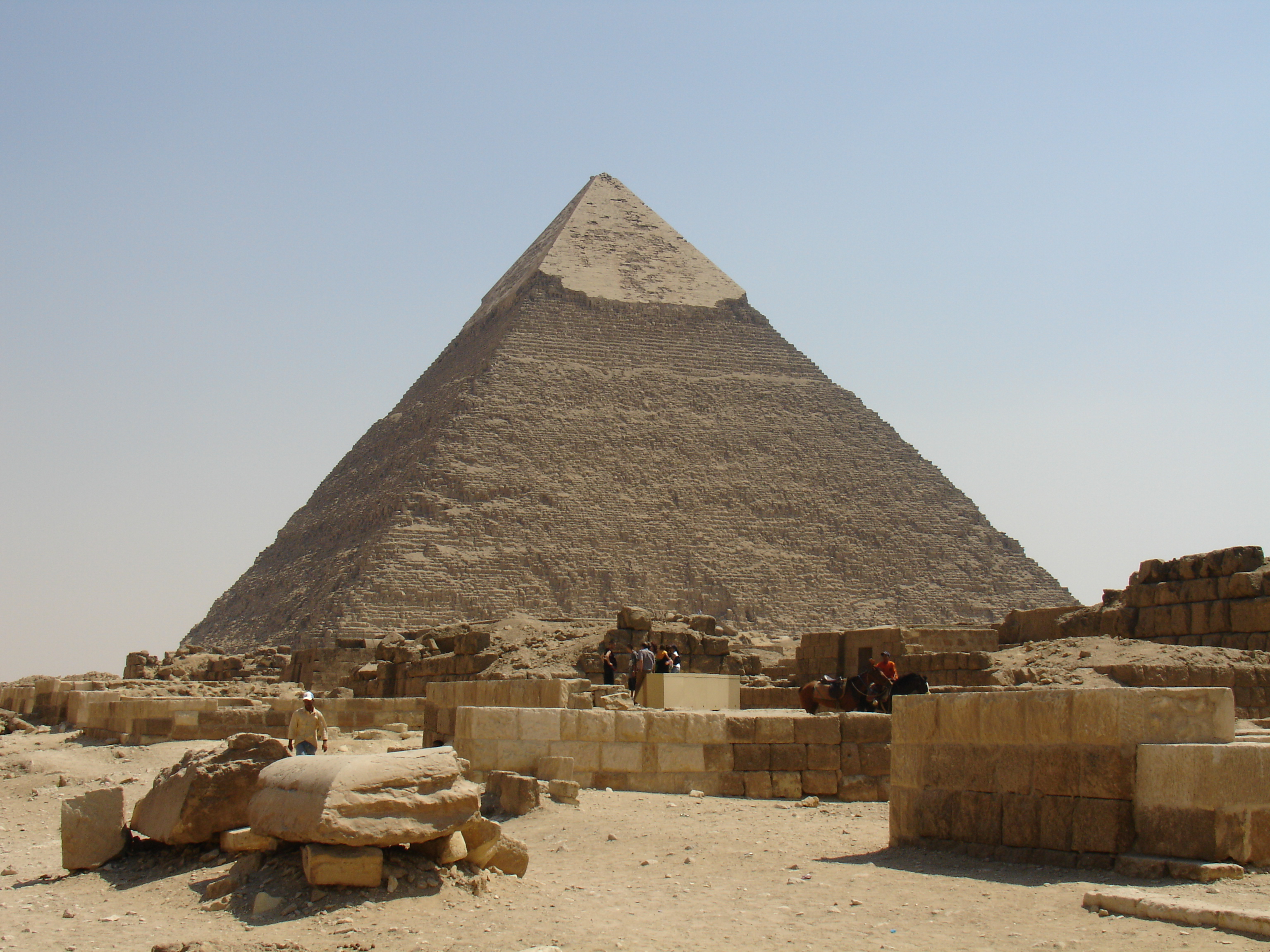
Piramida lui Khafra
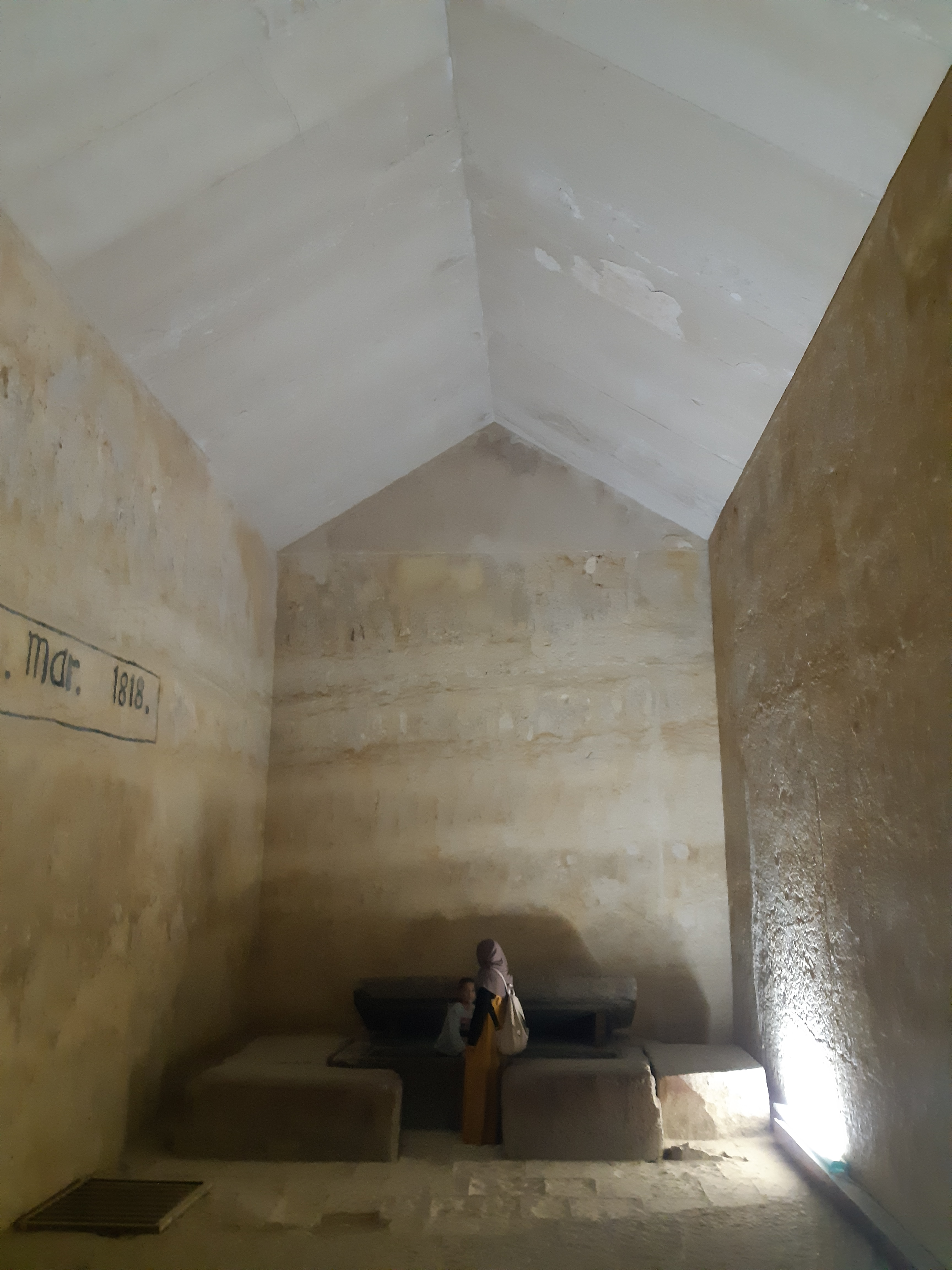
Cameră funerară. Piramida lui Khafra, Giza, Egipt.